# Liste des préfets et vicaires apostoliques de Makokou
Cette page présente la liste des préfets puis vicaires apostoliques de Makokou
La préfecture apostolique de Makokou est créée, au Gabon, le 19 mars 2003, par détachement du diocèse d'Oyem (de). Elle est érigée en vicariat apostolique de Makokou (Vicariatus Apostolicus Makokouensis) le 11 juillet 2014. 

## Liste des ordinaires du siège de Makokou

### Est préfet apostolique
- 19 mars 2003 -11 juillet 2014 : Joseph Koerber

### Est vicaire apostolique
- 11 juillet 2014 - 6 janvier 2021: Joseph Koerber, promu vicaire apostolique.
- depuis le 6 janvier 2021 : Severin Nziengui Mangandza, C.S.Sp..

## Sources
- La fiche du vicariat apostolique sur le site catholic-hierarchy.org